# Мак-Кинли, Джон
Джон Мак-Кинли (1 мая 1780 — 19 июля 1852) — сенатор США от штата Алабама, член Верховного суда США.

## Биография
Родился 1 мая 1780 года в округе Калпепер, штат Виргиния, в семье Эндрю Мак-Кинли и Мэри Мак-Кинли. Его семья переехала в Кентукки, когда он был еще младенцем. Здесь он изучал право и был принят в коллегию адвокатов в 1800 году. Практиковался во Франкфорте и Луисвилле с 1800 по 1819 год до переезда в Хантсвилл.
После работы в Палате представителей Алабамы Мак-Кинли был избран в Сенат США. Провел срок с 27 ноября 1826 по 3 марта 1831 года, будучи избранным, чтобы заполнить часть срока предыдущего сенатора Генри Чамбреса. Пайкенс работал в качестве временного сенатора, пока Мак-Кинли был депутатом. Он был переизбран в Сенат, но работал только с 4 марта 1837 до своей быстрой отставки 22 апреля того же года. Мак-Кинли получил назначение от президента Мартина Ван Бюрена 22 апреля 1837 года на вновь созданное место (одно из двух, которые были созданы Конгрессом) в Верховном суде. Формально назначенный 18 сентября 1837 года, Мак-Кинли был утверждён Сенатом США 25 сентября 1837 года и получил своё вознаграждение в тот же день. Временного сенатора в это время не было, и Климент C. Клей был избран на этот пост. Он умер в Луисвилле, штат Кентукки, 19 июля 1852 года в возрасте 72 лет.

## Память
Невключённая территория Мак-Кинли, Алабама, названа в его честь.
Во время Второй Мировой войны в честь Джона Мак-Кинли был назван пароход «Либерти».